# Hada hampsoni
Hada hampsoni là một loài bướm đêm trong họ Noctuidae.